# Scenic Oaks (Texas)
Scenic Oaks es un lugar designado por el censo ubicado en el condado de Béxar en el estado estadounidense de Texas. En el Censo de 2010 tenía una población de 4957 habitantes y una densidad poblacional de 243,25 personas por km².

## Geografía
Scenic Oaks se encuentra ubicado en las coordenadas 29°42′14″N 98°40′5″O / 29.70389, -98.66806. Según la Oficina del Censo de los Estados Unidos, Scenic Oaks tiene una superficie total de 20.38 km², de la cual 20.33 km² corresponden a tierra firme y (0.24%) 0.05 km² es agua.

## Demografía
Según el censo de 2010, había 4957 personas residiendo en Scenic Oaks. La densidad de población era de 243,25 hab./km². De los 4957 habitantes, Scenic Oaks estaba compuesto por el 91.83% blancos, el 0.83% eran afroamericanos, el 0.32% eran amerindios, el 2.22% eran asiáticos, el 0.08% eran isleños del Pacífico, el 2.66% eran de otras razas y el 2.06% pertenecían a dos o más razas. Del total de la población el 23.85% eran hispanos o latinos de cualquier raza.

## Educación
Dos distritos escolares, el Distrito Escolar Independiente de Northside y Distrito Escolar Independiente de Boerne, dan servicio en partes de la zona.
Escuelas de NISD que sirven a la parte de NISD de Scenic Oaks:
- Aue Elementary School[8]
- Rawlinson Middle School (San Antonio)[9]
- Tom C. Clark High School[10]